# Harpactea doblikae
Harpactea doblikae este o specie de păianjeni din genul Harpactea, familia Dysderidae. A fost descrisă pentru prima dată de Thorell, 1875.
Este endemică în Ucraina. Conform Catalogue of Life specia Harpactea doblikae nu are subspecii cunoscute.